# 따납카

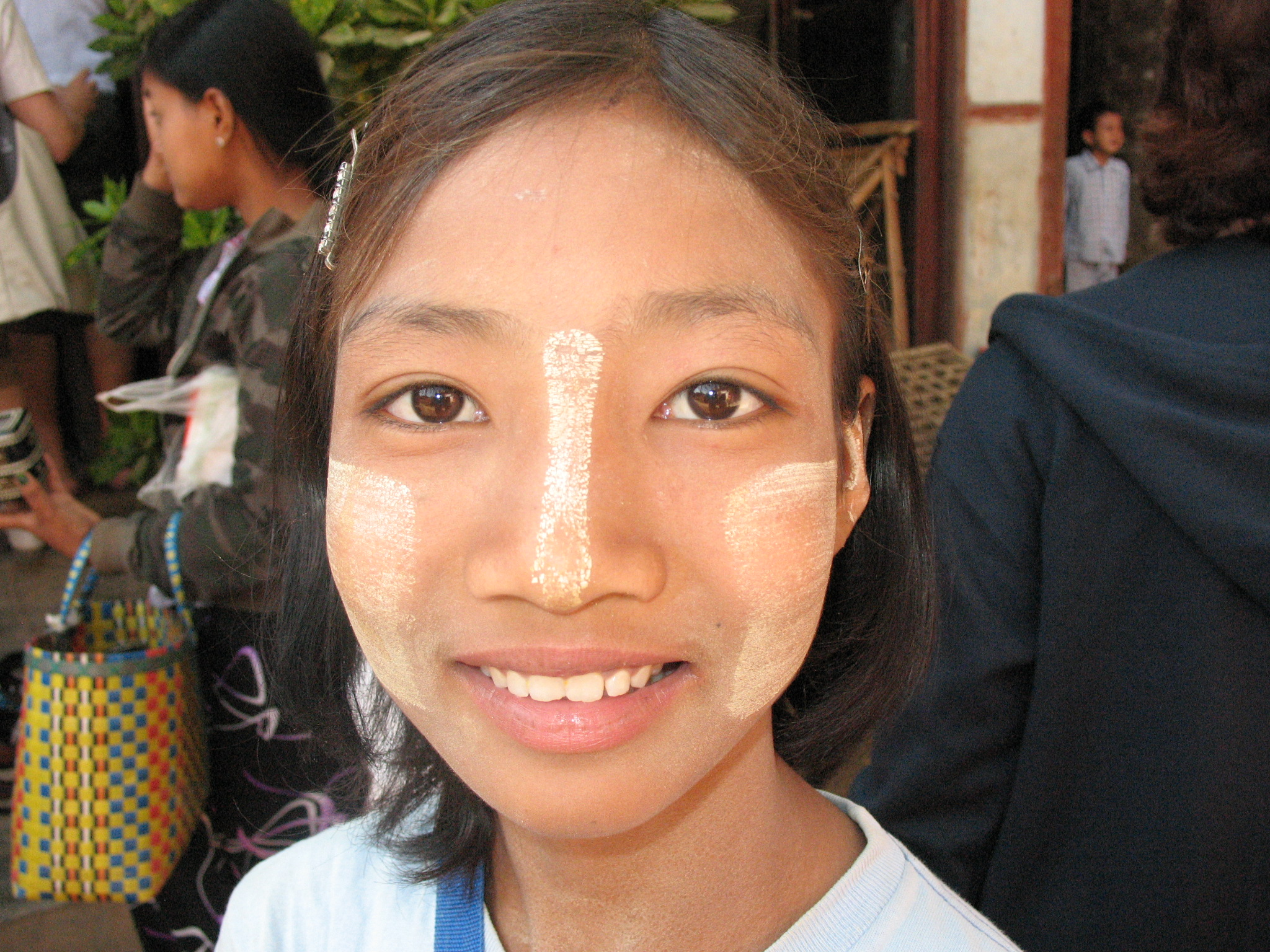
얼굴에 타나카를 바른 미얀마인

따납카(버마어: သနပ်ခါး, 따납카)는 미얀마의 화장품 겸 자외선 차단제이다. 칠리향을 비롯한 칠리향속 나무와 리모니아 나무 등 "타나카 나무"를 돌에 갈아 물에 희석시켜 바른다.

## 같이 보기
- 인도의 문화